# Snowboard nos Jogos Olímpicos de Inverno de 2010 - Snowboard cross masculino
A competição do snowboard cross masculino nos Jogos Olímpicos de Inverno de 2010 ocorreu no dia 15 de fevereiro de 2010 na Montanha Cypress, em West Vancouver.

## Medalhistas

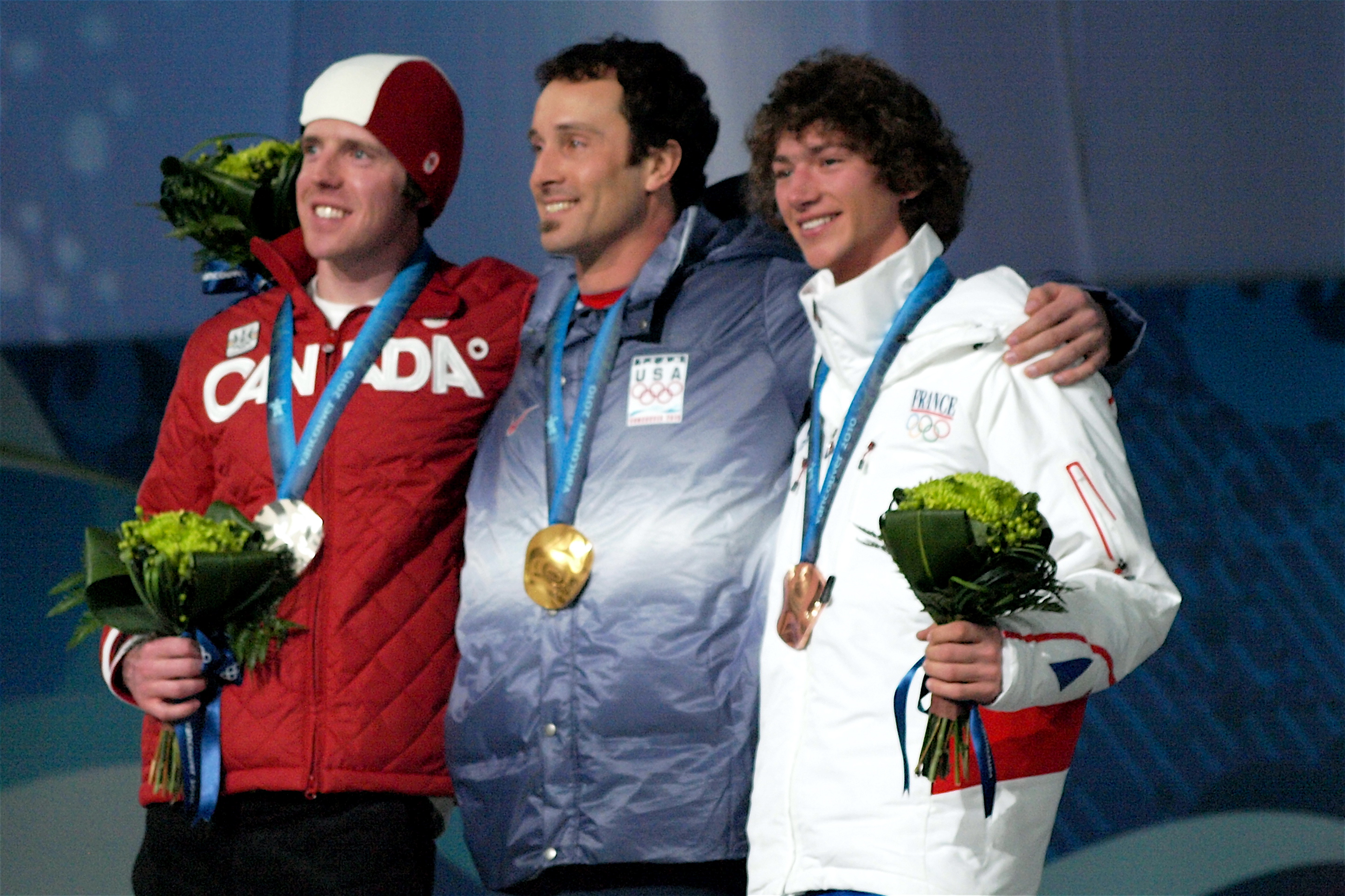
Medalhistas da prova.

| Ouro   | USA Seth Wescott   |
| Prata  | CAN Mike Robertson |
| Bronze | FRA Tony Ramoin    |

## Resultados

### Qualificatória
| Pos. | Bib | Atleta                  | 1ª descida | 2ª descida | Melhor  | Notas |
| ---- | --- | ----------------------- | ---------- | ---------- | ------- | ----- |
| 1    | 33  | AUS Alex Pullin         | 1:21.17    | 1:20.15    | 1:20.15 | Q     |
| 2    | 35  | USA Graham Watanabe     | 1:22.25    | 1:20.53    | 1:20.53 | Q     |
| 3    | 40  | CAN Mike Robertson      | 1:21.73    | 1:20.15    | 1:20.15 | Q     |
| 4    | 50  | FRA Xavier Delerue      | 1:21.33    | 1:21.86    | 1:21.33 | Q     |
| 5    | 39  | AUT Mario Fuchs         | 1:21.84    | 1:21.53    | 1:21.53 | Q     |
| 6    | 36  | FRA Pierre Vaultier     | 1:23.37    | 1:21.63    | 1:21.63 | Q     |
| 7    | 45  | USA Nick Baumgartner    | 1:22.64    | 1:21.70    | 1:21.70 | Q     |
| 8    | 47  | USA Nate Holland        | 1:21.78    | DSQ        | 1:21.78 | Q     |
| 9    | 56  | AUS Damon Hayler        | 1:22.10    | 1:21.81    | 1:21.81 | Q     |
| 10   | 38  | CAN Robert Fagan        | 1:23.06    | 1:21.87    | 1:21.87 | Q     |
| 11   | 49  | CAN Drew Neilson        | 1:22.01    | 1:22.34    | 1:22.01 | Q     |
| 12   | 42  | AUT Lukas Gruener       | 1:22.04    | 1:24.35    | 1:22.04 | Q     |
| 13   | 55  | ITA Alberto Schiavon    | 1:22.58    | 1:22.33    | 1:22.33 | Q     |
| 14   | 52  | FRA Tony Ramoin         | 1:23.62    | 1:22.34    | 1:22.34 | Q     |
| 15   | 46  | CAN François Boivin     | 1:32.72    | 1:22.75    | 1:22.75 | Q     |
| 16   | 53  | SUI Fabio Caduff        | 1:24.84    | 1:22.78    | 1:22.78 | Q     |
| 17   | 41  | USA Seth Wescott        | 1:25.69    | 1:22.87    | 1:22.87 | Q     |
| 18   | 62  | ITA Stefano Pozzolini   | 1:24.41    | 1:23.08    | 1:23.08 | Q     |
| 19   | 61  | ITA Federico Raimo      | 1:23.16    | 1:23.35    | 1:23.16 | Q     |
| 20   | 65  | RUS Andrey Boldykov     | 1:23.28    | 1:30.20    | 1:23.28 | Q     |
| 21   | 34  | AUT Markus Schairer     | 1:29.56    | 1:23.33    | 1:23.33 | Q     |
| 22   | 60  | SLO Rok Rogeij          | 1:23.37    | 1:23.50    | 1:23.37 | Q     |
| 23   | 43  | FRA Paul-Henri Delerue  | 1:23.60    | 1:23.57    | 1:23.57 | Q     |
| 24   | 51  | NOR Stian Sivertzen     | 1:25.08    | 1:23.80    | 1:23.80 | Q     |
| 25   | 63  | NOR Joachim Havikhagen  | 1:23.87    | 1:25.23    | 1:23.87 | Q     |
| 26   | 48  | GER David Speiser       | 1:27.37    | 1:23.92    | 1:23.92 | Q     |
| 27   | 59  | POL Maciej Jodko        | 1:24.76    | 1:24.11    | 1:24.11 | Q     |
| 28   | 54  | POL Mateusz Ligocki     | 1:27.03    | 1:24.11    | 1:24.11 | Q     |
| 29   | 37  | CZE Michal Novotný      | 1:24.23    | 1:24.53    | 1:24.23 | Q     |
| 30   | 58  | ITA Simone Malusa       | 1:24.88    | 1:24.53    | 1:24.53 | Q     |
| 31   | 66  | ESP Regino Hernández    | 1:28.66    | 1:25.90    | 1:25.90 | Q     |
| 32   | 44  | CZE David Bakeš         | DNF        | 1:26.05    | 1:26.05 | Q     |
| 33   | 57  | GER Konstantin Schad    | 1:26.69    | DNF        | 1:26.69 |       |
| 34   | 67  | AND Lluis Marin Tarroch | DNF        | 1:47.36    | 1:47.36 |       |
| 99 ! | 64  | ESP Jordi Font          | DNF        | DNS        |         |       |

### Eliminatórias

#### Oitavas de final
Nesta fase, os 32 competidores foram divididos em 8 chaves de 4 competidores, com os dois primeiros de cada corrida avançando à próxima fase.
| Pos. | Nº | Atleta           | Notas |
| ---- | -- | ---------------- | ----- |
| 1    | 17 | USA Seth Wescott | Q     |
| 2    | 16 | SUI Fabio Caduff | Q     |
| 3    | 1  | AUS Alex Pullin  |       |
| 4    | 32 | CZE David Bakeš  |       |

| Pos. | Nº | Atleta                 | Notas |
| ---- | -- | ---------------------- | ----- |
| 1    | 8  | USA Nate Holland       | Q     |
| 2    | 9  | AUS Damon Hayler       | Q     |
| 3    | 25 | NOR Joachim Havikhagen |       |
| 4    | 24 | NOR Stian Sivertzen    |       |

| Pos. | Nº | Atleta              | Notas |
| ---- | -- | ------------------- | ----- |
| 1    | 12 | AUT Lukas Gruener   | Q     |
| 2    | 5  | AUT Mario Fuchs     | Q     |
| 3    | 21 | AUT Markus Schairer |       |
| 4    | 28 | POL Mateusz Ligocki |       |

| Pos. | Nº | Atleta               | Notas |
| ---- | -- | -------------------- | ----- |
| 1    | 20 | RUS Andrey Boldykov  | Q     |
| 2    | 29 | CZE Michal Novotny   | Q     |
| 4    | 13 | ITA Alberto Schiavon |       |
| 4    | 4  | FRA Xavier Delerue   |       |

| Pos. | Nº | Atleta             | Notas |
| ---- | -- | ------------------ | ----- |
| 1    | 3  | CAN Mike Robertson | Q     |
| 2    | 14 | FRA Tony Ramoin    | Q     |
| 3    | 30 | ITA Simone Malusa  |       |
| 4    | 19 | ITA Federico Raimo |       |

| Pos. | Nº | Atleta              | Notas |
| ---- | -- | ------------------- | ----- |
| 1    | 6  | FRA Pierre Vaultier | Q     |
| 2    | 11 | CAN Drew Neilson    | Q     |
| 3    | 27 | POL Maciej Jodko    |       |
| 4    | 22 | SLO Rok Rogeij      |       |

| Pos. | Nº | Atleta                 | Notas |
| ---- | -- | ---------------------- | ----- |
| 1    | 10 | CAN Robert Fagan       | Q     |
| 2    | 26 | GER David Speiser      | Q     |
| 3    | 23 | FRA Paul-Henri Delerue |       |
| 4    | 7  | USA Nick Baumgartner   |       |

| Pos. | Nº | Atleta                | Notas |
| ---- | -- | --------------------- | ----- |
| 1    | 15 | CAN Francois Boivin   | Q     |
| 2    | 18 | ITA Stefano Pozzolini | Q     |
| 3    | 2  | USA Graham Watanabe   |       |
| 4    | 31 | ESP Regino Hernández  |       |

#### Quartas de final
Nesta fase, os 16 competidores foram divididos em 4 chaves de 4 competidores, com os dois primeiros de cada corrida avançando à próxima fase.
| Pos. | Nº | Atleta           | Notas |
| ---- | -- | ---------------- | ----- |
| 1    | 17 | USA Seth Wescott | Q     |
| 2    | 8  | USA Nate Holland | Q     |
| 3    | 16 | SUI Fabio Caduff |       |
| 4    | 9  | AUS Damon Hayler |       |

| Pos. | Nº | Atleta              | Notas |
| ---- | -- | ------------------- | ----- |
| 1    | 5  | AUT Mario Fuchs     | Q     |
| 2    | 12 | AUT Lukas Gruener   | Q     |
| 3    | 20 | RUS Andrey Boldykov |       |
| 4    | 13 | CZE Michal Novotny  |       |

| Pos. | Nº | Atleta              | Notas |
| ---- | -- | ------------------- | ----- |
| 1    | 3  | CAN Mike Robertson  | Q     |
| 2    | 14 | FRA Tony Ramoin     | Q     |
| 3    | 6  | FRA Pierre Vaultier |       |
| 4    | 11 | CAN Drew Neilson    |       |

| Pos. | Nº | Atleta                | Notas |
| ---- | -- | --------------------- | ----- |
| 1    | 10 | CAN Robert Fagan      | Q     |
| 2    | 26 | GER David Speiser     | Q     |
| 3    | 18 | ITA Stefano Pozzolini |       |
| 4    | 15 | CAN François Boivin   |       |

#### Semifinais
Nesta fase, os 8 competidores foram divididos em 2 chaves de 4 competidores, com os dois primeiros de cada corrida avançando para a final.
| Pos. | Nº | Atleta            | Notas |
| ---- | -- | ----------------- | ----- |
| 1    | 8  | USA Nate Holland  | Q     |
| 2    | 17 | USA Seth Wescott  | Q     |
| 3    | 12 | AUT Lukas Gruener |       |
| 4    | 5  | AUT Mario Fuchs   |       |

| Pos. | Nº | Atleta             | Notas |
| ---- | -- | ------------------ | ----- |
| 1    | 3  | CAN Mike Robertson | Q     |
| 2    | 14 | FRA Tony Ramoin    | Q     |
| 3    | 10 | CAN Robert Fagan   |       |
| 4    | 26 | GER David Speiser  |       |

#### Finais
Pequena Final (5º ao 8º)
| Pos. | Nº | Atleta            |
| ---- | -- | ----------------- |
| 5    | 10 | CAN Robert Fagan  |
| 6    | 12 | AUT Lukas Gruener |
| 7    | 5  | AUT Mario Fuchs   |
| 8    | 26 | GER David Speiser |

Grande Final
| Pos.              | Nº | Atleta             |
| ----------------- | -- | ------------------ |
| Medalha de ouro   | 17 | USA Seth Wescott   |
| Medalha de prata  | 3  | CAN Mike Robertson |
| Medalha de bronze | 14 | FRA Tony Ramoin    |
| 4                 | 8  | USA Nate Holland   |

Legenda
| Recorde mundial      | Recorde mundial (World record)               |                       | Recorde africano                      | Recorde africano (African) |                                           | Q | Classificado por posição (Qualified) |
| Recorde olímpico     | Recorde olímpico (Olympic record)            | Recorde da América    | Recorde da América (Americas)         | q                          | Classificado por melhor tempo (Qualified) |   |                                      |
| Melhor marca do ano  | Melhor marca do ano (World leading)          | Recorde asiático      | Recorde asiático (Asian)              | DNS                        | Não largou (Did not start)                |   |                                      |
| Recorde nacional     | Recorde nacional (National record)           | Recorde europeu       | Recorde europeu (European)            | DNF                        | Não terminou (Did not finish)             |   |                                      |
| Recorde pessoal      | Recorde pessoal do atleta (Personal best)    | Recorde da Oceania    | Recorde da Oceania (Oceania)          | DSQ / DQ                   | Desclassificado (Disqualified)            |   |                                      |
| Recorde da temporada | Recorde da temporada do atleta (Season best) | Recorde sul-americano | Recorde sul-americano (South America) | NM                         | Sem marca (No mark)                       |   |                                      |